# 阿莱拉 (科雷兹省)
阿莱拉（法語：Alleyrat，法語發音：[alɛʁa]）是法国科雷兹省的一个市镇，属于于塞勒区。

## 地理
阿莱拉（45°34'37"N, 2°12'53"E）面积14.76 平方千米，位于法国新阿基坦大区科雷兹省，该省份为法国中南部省份，北起上维埃纳省和克勒兹省，西接多爾多涅省，南至洛特省，东临多姆山省和康塔爾省。
与阿莱拉接壤的市镇（或旧市镇、城区）包括：沙沃罗什、梅马克、圣昂热勒、圣日耳曼拉沃。

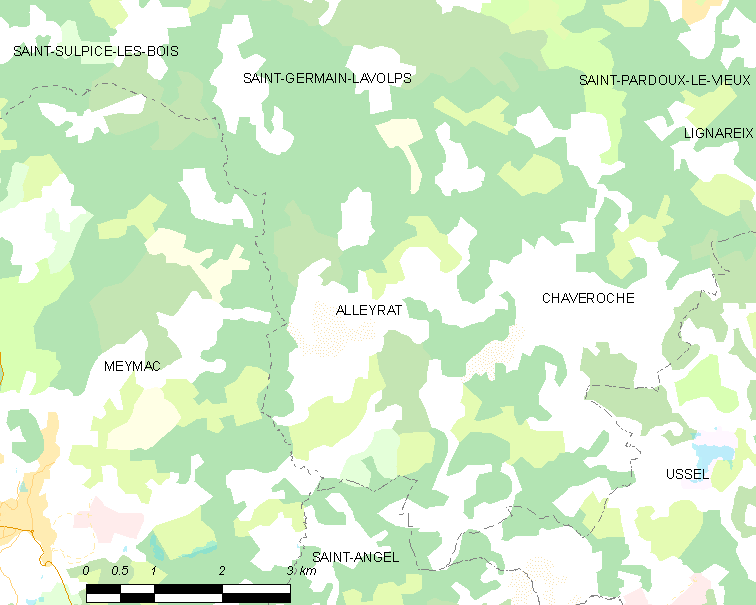
的OSM定位图

阿莱拉的时区为UTC+01:00、UTC+02:00（夏令时）。

## 行政
阿莱拉的邮政编码为19200，INSEE市镇编码为19006。

## 政治
阿莱拉所属的省级选区为米勒瓦什高原县。

## 人口

1962-2008年间人口变化图示

阿莱拉于2022年1月1日时的人口数量为103人。